# Burg Meersburg
Die Burg Meersburg (auch Alte Burg oder im Gegensatz zum gegenüberliegenden, in der ersten Hälfte des 18. Jahrhunderts errichteten Neuen Schloss auch Altes Schloss genannt) in der gleichnamigen Stadt Meersburg am Bodensee gilt insofern als älteste bewohnte Burg Deutschlands, als der Bau einer ersten Burg an dieser Stelle im 7. Jahrhundert belegt ist. Allerdings ist aus dieser Zeit keine Bausubstanz mehr erkennbar.

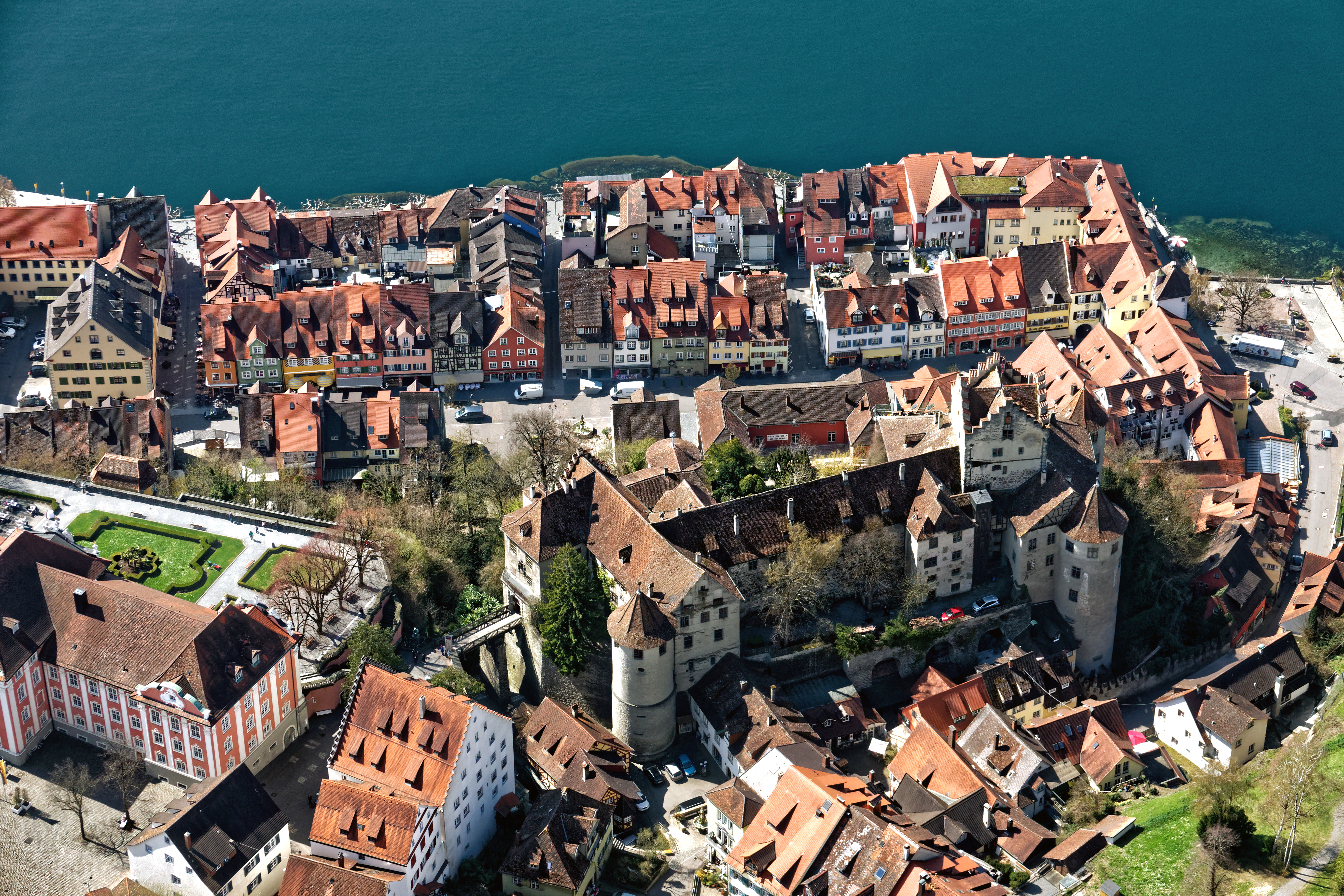
Blick aus dem Zeppelin auf Burg, neues Schloss und Unterstadt.

## Lage
Die Hangburg liegt an einem dem Bodensee zugeneigten Südhang auf einer Höhe von 440 m ü. NN und befindet sich heute in Ortslage.

## Geschichte

### Entstehungstheorien
Eine früher angenommene Ersterwähnung Meersburgs in einer im Original verlorenen Urkunde Ottos III. vom 27. August 988 (MG. DD. O. III. 446‒448, Nr. 46) ist nach der jüngeren Forschung eher auf Merseburg zu beziehen und scheidet in diesem Fall für die Frühzeit der Burg (und des Orts) Meersburg aus.
Über die Erbauung der Meersburg bestehen zwei Theorien:
- Die Erste nennt den Merowingerkönig Dagobert I. als Erbauer des „Dagobertsturms“, dem Bergfried der Meersburg, im Jahr 630. Bekannt ist, dass Dagobert in dieser Zeit in der Bodenseeregion war und sich dort mit der Christianisierung der Alemannen befasste. Als Beleg für diese Theorie dient eine Quelle aus dem Jahr 1548, sie ist seither vor allem durch Joseph von Laßberg, der 1837 die Burg kaufte und bis 1855 dort lebte, vertreten worden

1147 wurde die „Merdesburch“ erstmals urkundlich erwähnt; ein Luitpolt de Merdesburch wird allerdings bereits 1113 erstmals urkundlich als Zeuge in einer Vergabung der Herzöge Berthold und Konrad von Zähringen an das Kloster St. Peter auf dem Schwarzwald, erwähnt.
Architekturhistorisch ist das Megalithquadermauerwerk des Dagobertsturms mit zahlreichen Bergfrieden des 12.–13. Jahrhunderts der Region zu vergleichen; der Mauerwerksverband aus großen Felsblöcken ist nach modernen Untersuchungen dieses Typs als eine lokale Variante des Buckelquadermauerwerks zu sehen.
- Die zweite Theorie zur Erbauung stützt sich vor allem auf die Beobachtung, dass sich in der Bodenseeregion im 7. Jahrhundert keine Burgengründungen, im 12. und frühen 13. Jahrhundert hingegen auffällig viele verorten lassen. Wie bereits erwähnt, lassen sich architektonische Ähnlichkeiten zu den Burgen dieser Zeit in der Gegend finden. Die Vermutung nach einer früheren, dann aber zerstörten Anlage existiert schon seit Joseph von Laßberg, lässt sich aber nicht stützen, und so ist auch die Vermutung, Karl Martell könnte kurzfristig im Dagobertsturm gelebt haben in das Reich der Legenden zu verweisen.

In den folgenden Jahren sind unter anderen Friedrich II. und Konradin, der letzte legitime männliche Staufer vor seinem Untergang in Neapel, in der Meersburg nachgewiesen.

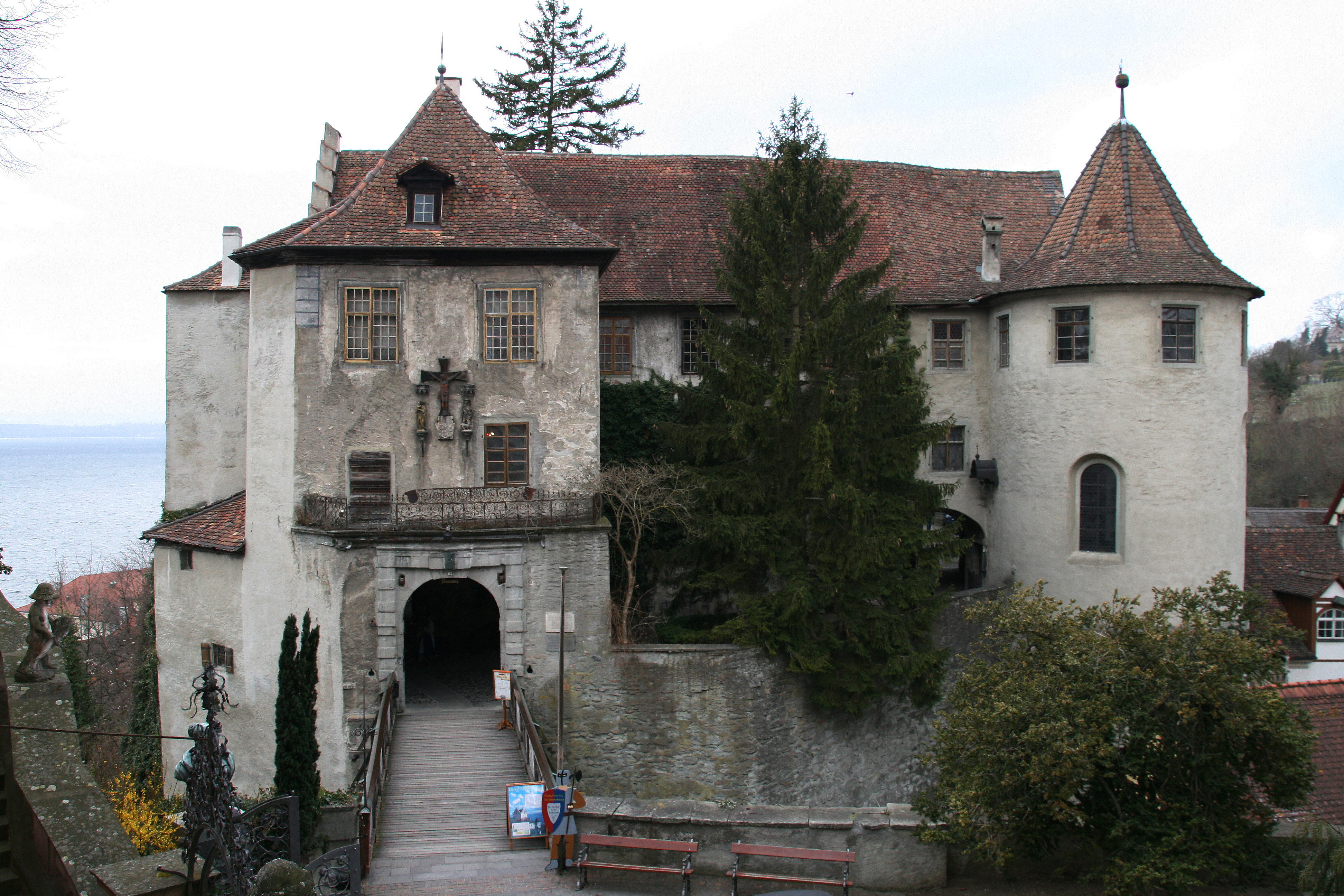
Die Ostseite der Burg Meersburg, Blick vom Neuen Schloss

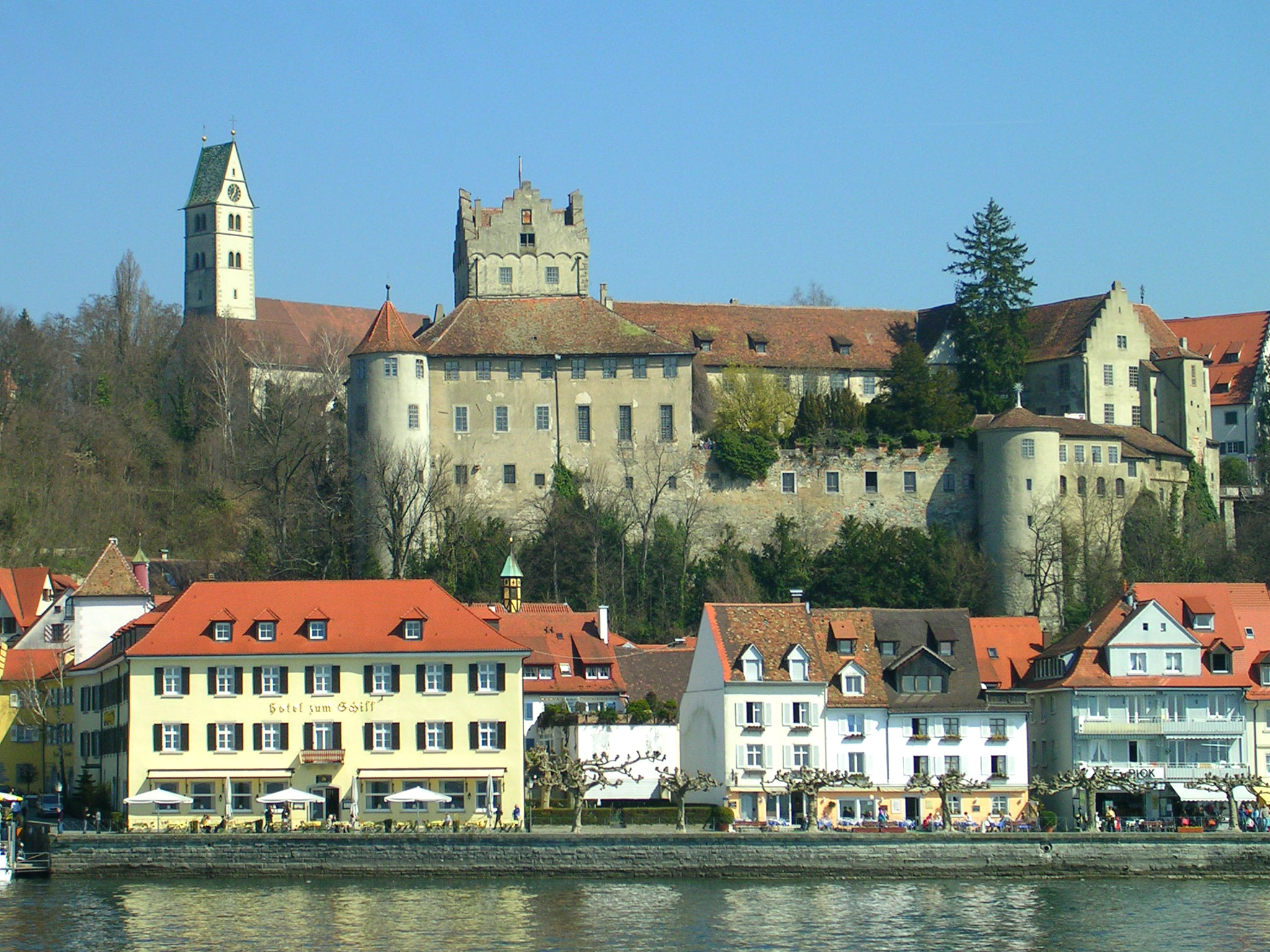
Die Burg Meersburg vom See aus gesehen

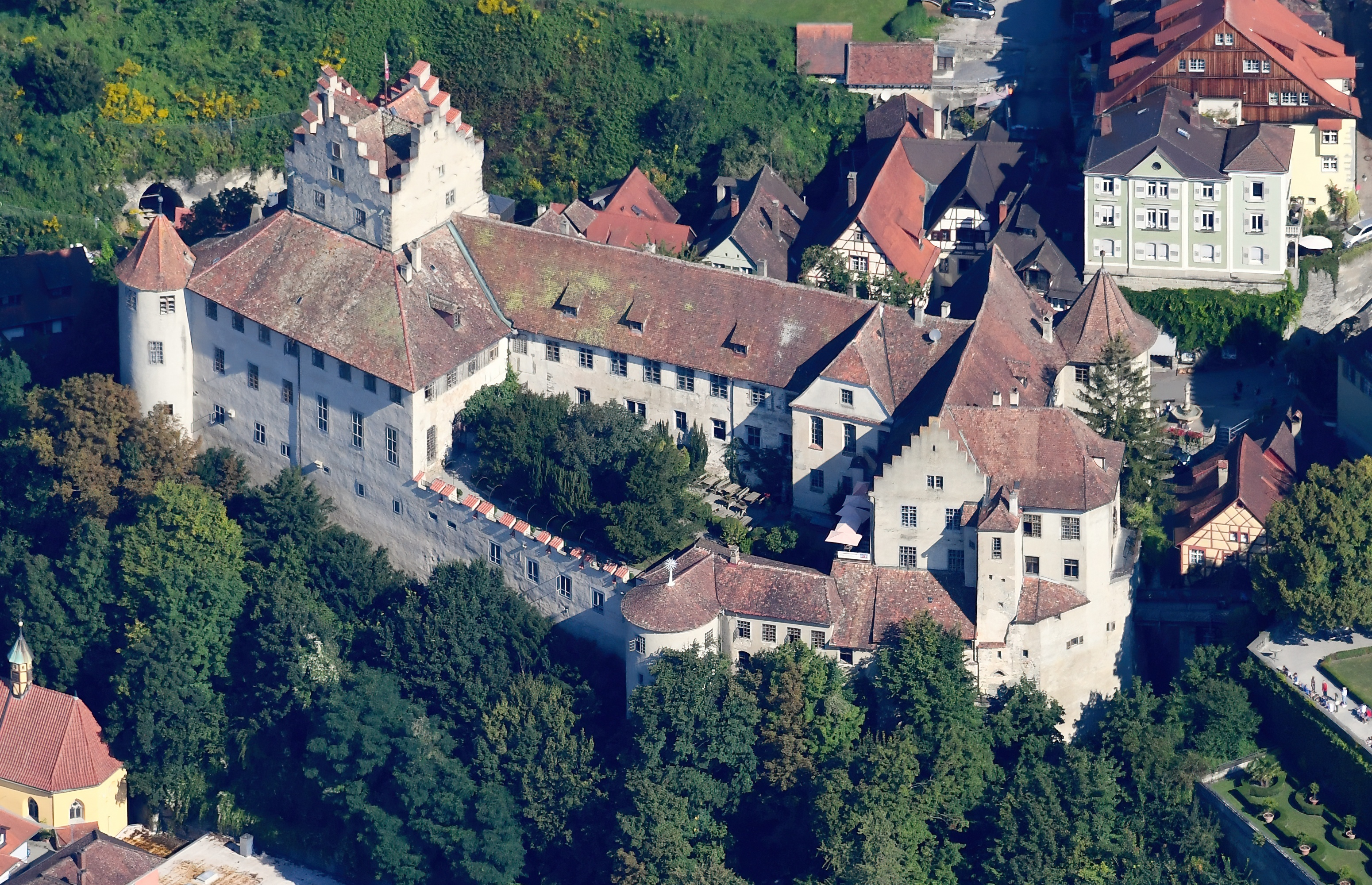
Burg Meersburg aus der Luft

### Zeit der Konstanzer Fürstbischöfe
Seit der Mitte des 13. Jahrhunderts war die Burg in Besitz der Fürstbischöfe von Konstanz. 1233 erhielt Meersburg das Stadtrecht des Wochenmarkts. Die Stadt florierte daraufhin, und die Unterstadt wurde um 1300 durch Aufschüttungen erweitert.
Mehrere Male wurde die Meersburg belagert, so in der „Bischofsfehde“ von 1334, in der nach einer Doppelwahl zwei Bischöfe um das Amt kämpften: Während Nikolaus von Frauenfeld, auch „Nikolaus von Kenzingen“ genannt, von der päpstlich gesinnten Mehrheit des Domkapitels gewählt wurde und Unterstützung bei Papst Johannes XXII. fand, wurde sein Konkurrent Albrecht von Hohenberg von Kaiser Ludwig dem Bayern unterstützt. Nikolaus von Frauenfeld verschanzte sich vierzehn Wochen lang in der Burg, belagert von kaiserlichen Truppen, die schließlich erfolglos abziehen mussten. Während dieser Belagerung wurden laut verschiedenen Quellen zum ersten Mal auf deutschem Boden Feuergeschütze eingesetzt. Der papsttreue Nikolaus von Frauenfeld wurde schließlich vom Kaiser anerkannt. Kaiser Ludwig der Bayer hatte vor Meersburg eine politische Niederlage hinnehmen müssen, die seine Schwabenpolitik beeinträchtigte und nicht zuletzt die Position der Habsburger stärkte.

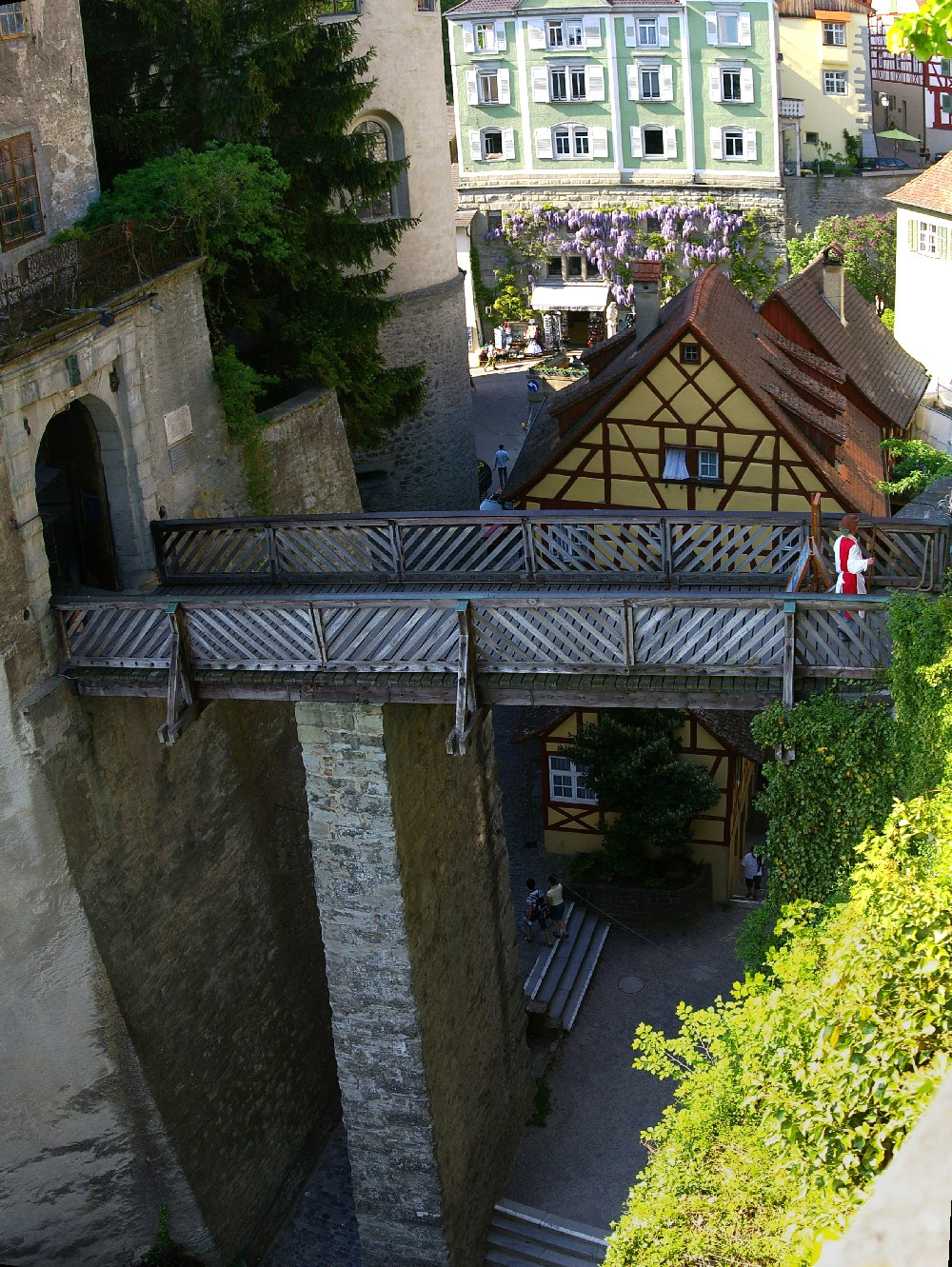
Übergang zwischen Burg Meersburg (links) und Neuem Schloss

1390 wurde die Unterstadtkapelle von Bischof Burkhard von Hewen als Burgkapelle erbaut (Patrozinium am 24. Juni, dem Tag des Johannes des Täufers); sie ging 1849 als Eigentum vom Großherzogtum Baden mit der Auflage an die Stadt Meersburg, weder sie noch ihr Inventar zu verkaufen.
1414 weilte Kaiser Sigismund anlässlich des Konstanzer Konzils auf der Burg. 1458 kam es zum Aufruhr zwischen Stadtbewohnern und dem Bischof um eine Erweiterung der Stadtrechte, der jedoch niedergeschlagen wurde.
Den Staffelgiebel verdankt der Turm dem Konstanzer Fürstbischof Hugo von Hohenlandenberg (Amtszeit 1496–1532), der hier nach Konflikten mit der Stadt Konstanz 1526 seinen ständigen Wohnsitz einrichtete. Die Meersburg wurde vorübergehend Hauptsitz der Bischöfe. 1647 schossen die Schweden während des Dreißigjährigen Kriegs den Dachstuhl in Brand.
Anfang des 18. Jahrhunderts begannen die Bischöfe schließlich mit dem Bau des Neuen Schlosses als moderner Residenz. Nach 1750 diente die Burg nur noch Verwaltungszwecken.

### Nutzung nach der Säkularisation

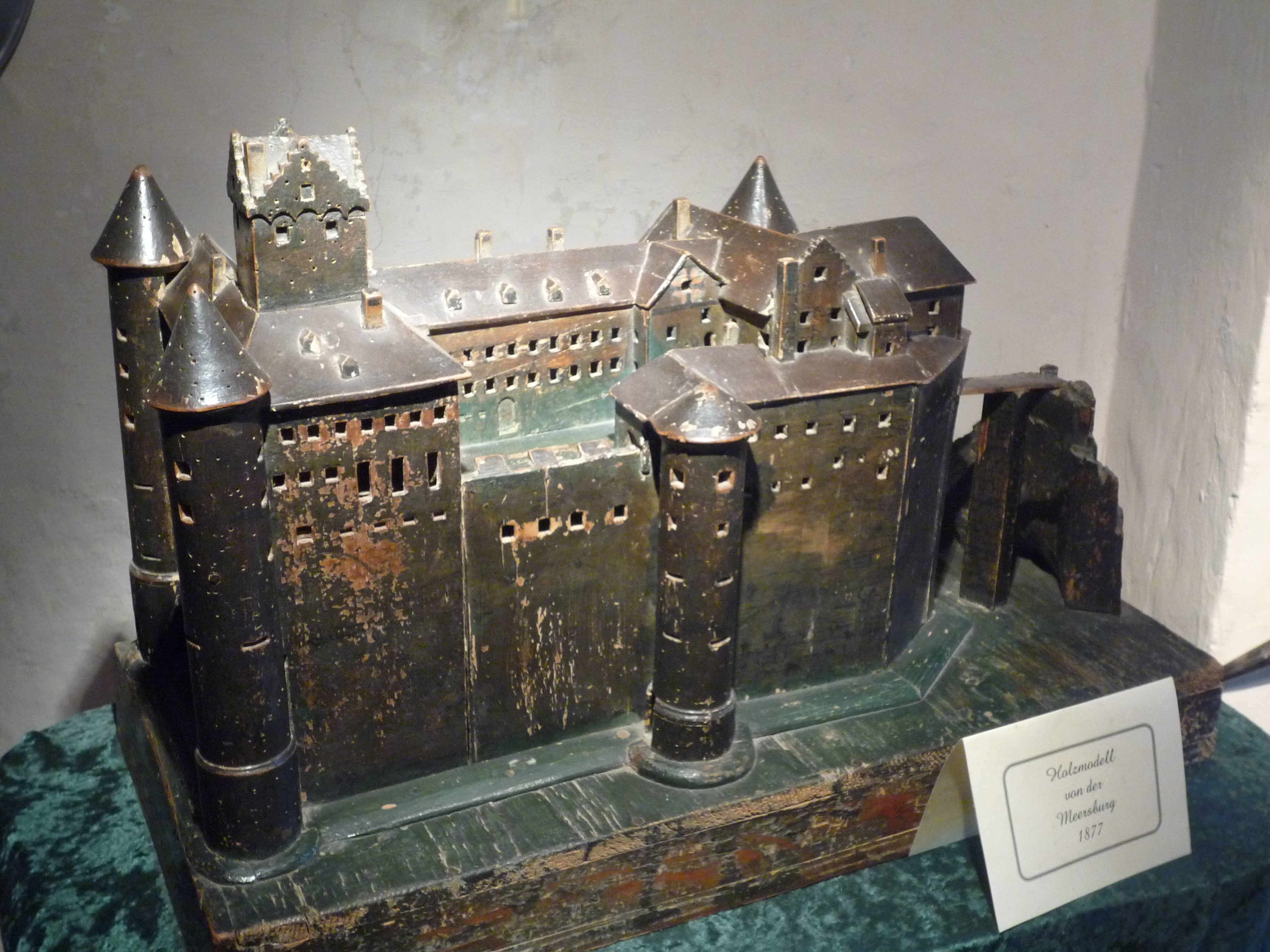
Modell der Meersburg

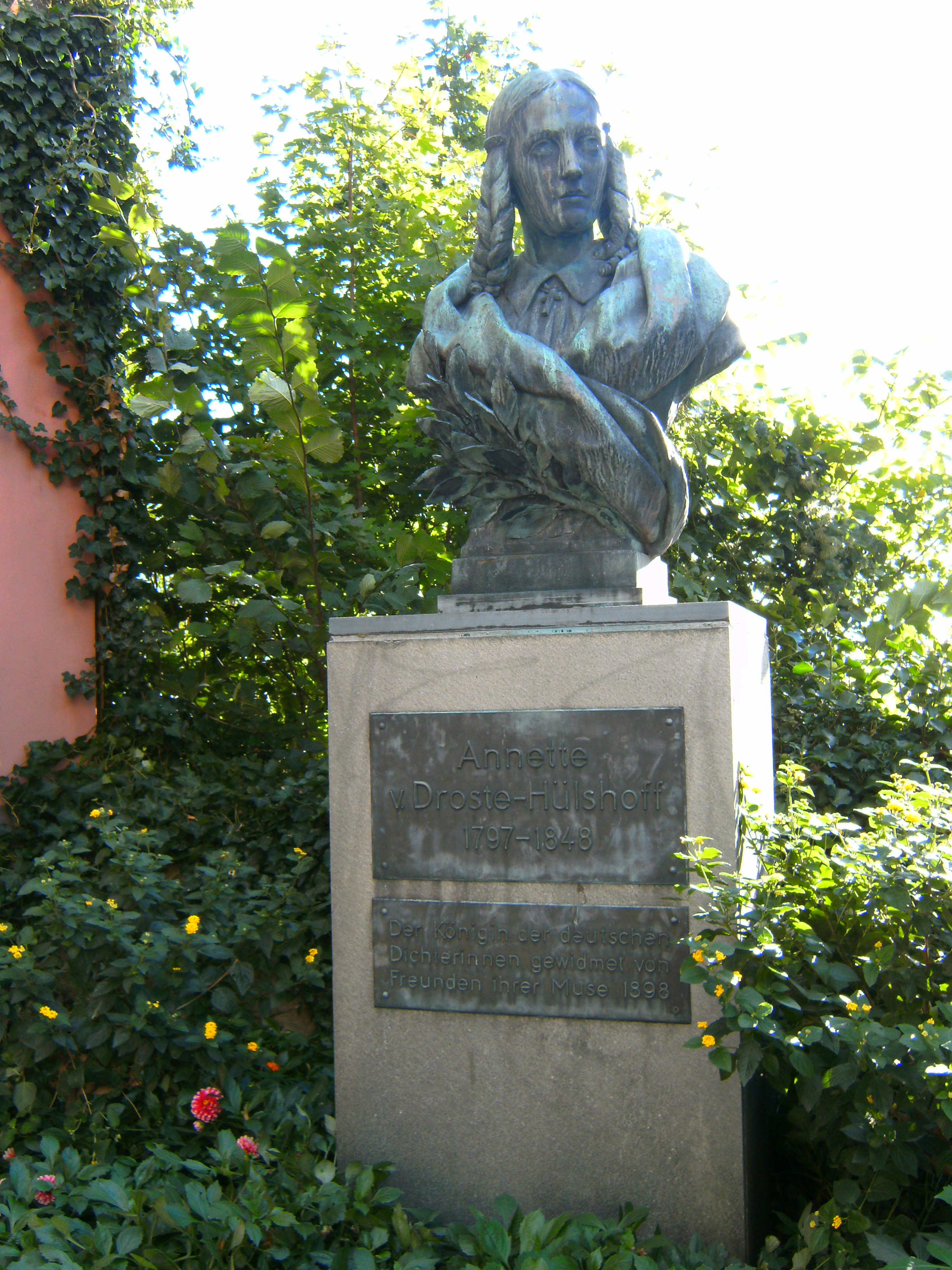
Meersburg, Zugang Altes Schloss: Büste der Annette von Droste-Hülshoff

Durch die Säkularisation 1802 fiel die Meersburg an das spätere Großherzogtum Baden. Zunächst nutzte dann die Provinzialbehörde des „Oberen Fürstentums am See“ das Alte Schloss. Im Jahr 1814 befanden sich im Alten Schloss nur noch die Obereinnehmerei und die Wohnungen von vier pensionierten fürstbischöflichen Unterbeamten. Von 1814 bis 1836 wurde dort das neu errichtete Hofgericht des badischen Seekreises untergebracht, eine Zweigstelle zum Donaueschinger Gericht.

#### Joseph von Laßberg
Der Sammler mittelalterlicher Schriften und Bücher Joseph von Laßberg erwarb die Meersburg nach langwierigen Verhandlungen für 10.000 Gulden im Februar/März 1838 von der Domänenkammer in Karlsruhe. Von Laßberg rettete das Alte Schloss durch seinen Kauf vor dem Verfall und Abriss: Am 7. September 1838 zog er mit seiner Frau Maria Anna von Droste zu Hülshoff, auch Jenny genannt, und ihren Zwillingen ein. In dem gewölbten hellen Saal, dem ehemaligen Archiv, bewahrte er seine berühmte Bibliothek auf, zu deren Katalogisierung er auf Vermittlung von Jenny im Winterhalbjahr 1841/1842 Levin Schücking engagierte; im anschließenden runden Raum (Turmzimmer) richtete er sein Studien- und Schreibzimmer ein. Die Burg war Treffpunkt für Gelehrte und Dichter wie Ludwig Uhland, Karl Simrock, die Gebrüder Grimm und Justinus Kerner und Ignaz Heinrich von Wessenberg.

#### Annette von Droste-Hülshoff
1841 zog Jennys Schwester Annette von Droste-Hülshoff in die Burg, verbrachte dort einen großen Teil ihrer letzten acht Lebensjahre und schuf hier einen bedeutenden Teil ihrer Lyrik. Der Meersburg hat sie das Gedicht von 1841/42 Das Alte Schloss („Auf der Burg haus’ ich am Berge, Unter mir der blaue See …“) und ein von ihr komponiertes Kunstlied gewidmet, am 24. Mai 1848 verstarb sie auf der Burg.
Nach dem Tod von Joseph von Laßberg 1855 ging die Burg zu je einem Viertel an seine Erben Jenny, Karl, Hildegard und Hildegund. Die Burg diente als Treffpunkt von deren literarisch interessierten Freundinnen. So nahmen sie von 1866 bis zu deren Tode Amalie Hassenpflug dort auf.

#### Carl Mayer von Mayerfels
Letztendlich verkauften Laßbergs Zwillingstöchter Hildegard und Hildegund 1877 das Alte Schloss – in dem sie Wohnrecht bis zum Tode der ersteren 1914 hatten – für 12.000 Mark an den Münchner Heraldiker und Altertumssammler Carl Mayer von Mayerfels, der ein Mittelaltermuseum einrichtete. Ein Jahr nach dem Erwerb öffnete er die Burg für Besucher. Er ließ den Rittersaal und die Burg renovieren. Nach dem Tod des von Mayerfels im Jahr 1883 ging das Schloss an seine Witwe, dann 1910 an seine Tochter und nach deren Tod 1939 an deren Tochter Maria, geb. von Miller, verheiratet mit Hubert Naeßl der das heutige Burgmuseum begründete. Danach erbte und verwaltete es seine Schwester Ottilie Naeßl, bei der 1973/74 Wilderich von Droste zu Hülshoff wohnte. Bis heute ist die Burg in Privatbesitz und dient – neben dem für Besucher zugänglichen Museum – den Erben als Wohnsitz.

#### Vinzenz Naeßl-Doms
Vinzenz Naeßl-Doms, der Adoptivsohn von Ottilie Naeßl, übernahm 1977 die Burg, trug zu ihrem Erhalt bei und eröffnete das Burgcafé. Er öffnete die Burg auch für zeitgenössische Kultur: 1980 fand eine Ausstellung der Werke von Hortense von Gelmini statt, von der ein Altarbildzyklus seit dem Erwerb 1985 an Festtagen in der Burgkapelle zu sehen ist. Er war u. a. Mitglied des Beirats der Annette von Droste-Gesellschaft und veranstaltete z. B. 1998, anlässlich des 150. Todestages der Dichterin eine Autorenlesung „Annette von Droste-Hülshoff im Spannungsfeld ihrer Familie“. Aus Anlass von Verleihungen des Meersburger Droste-Preises war er Gastgeber der Dichterinnentage. Nach dem Tod von Vinzenz Naeßl-Doms im Jahr 2018 übernahm seine Familie die Burg.

## Museum

Rundgang durch das Burgmuseum
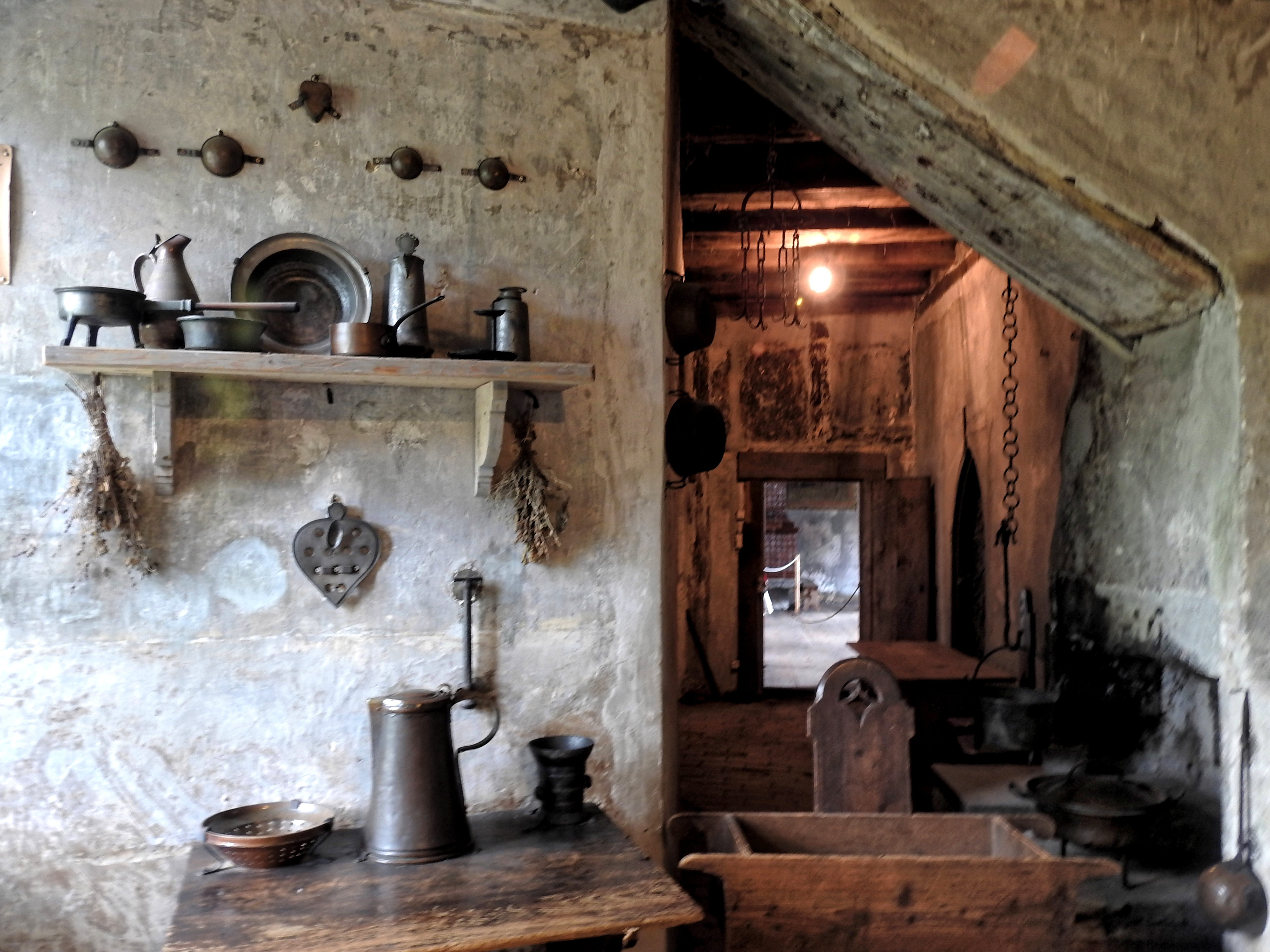
Die Burgküche
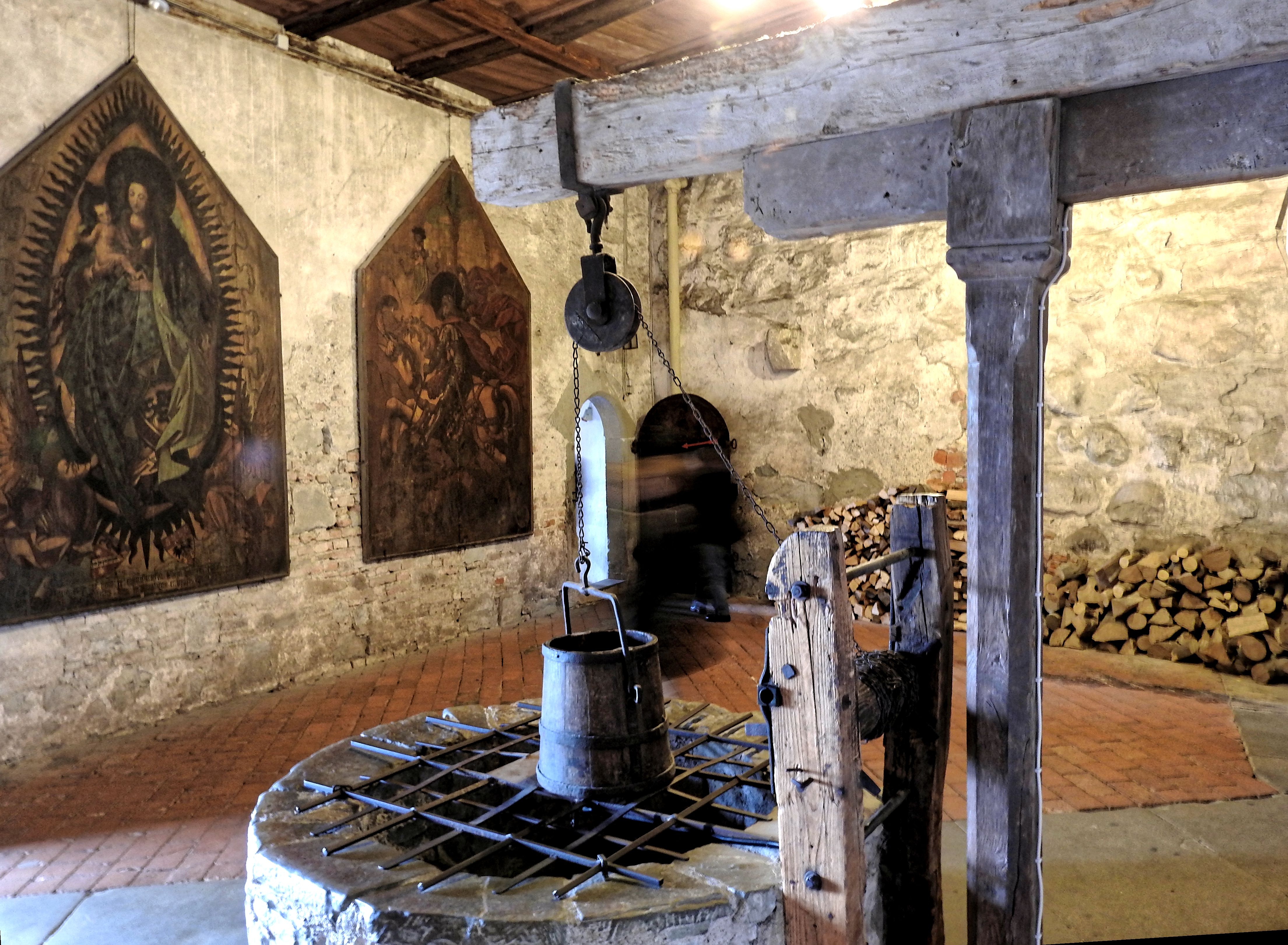
Der Brunnen
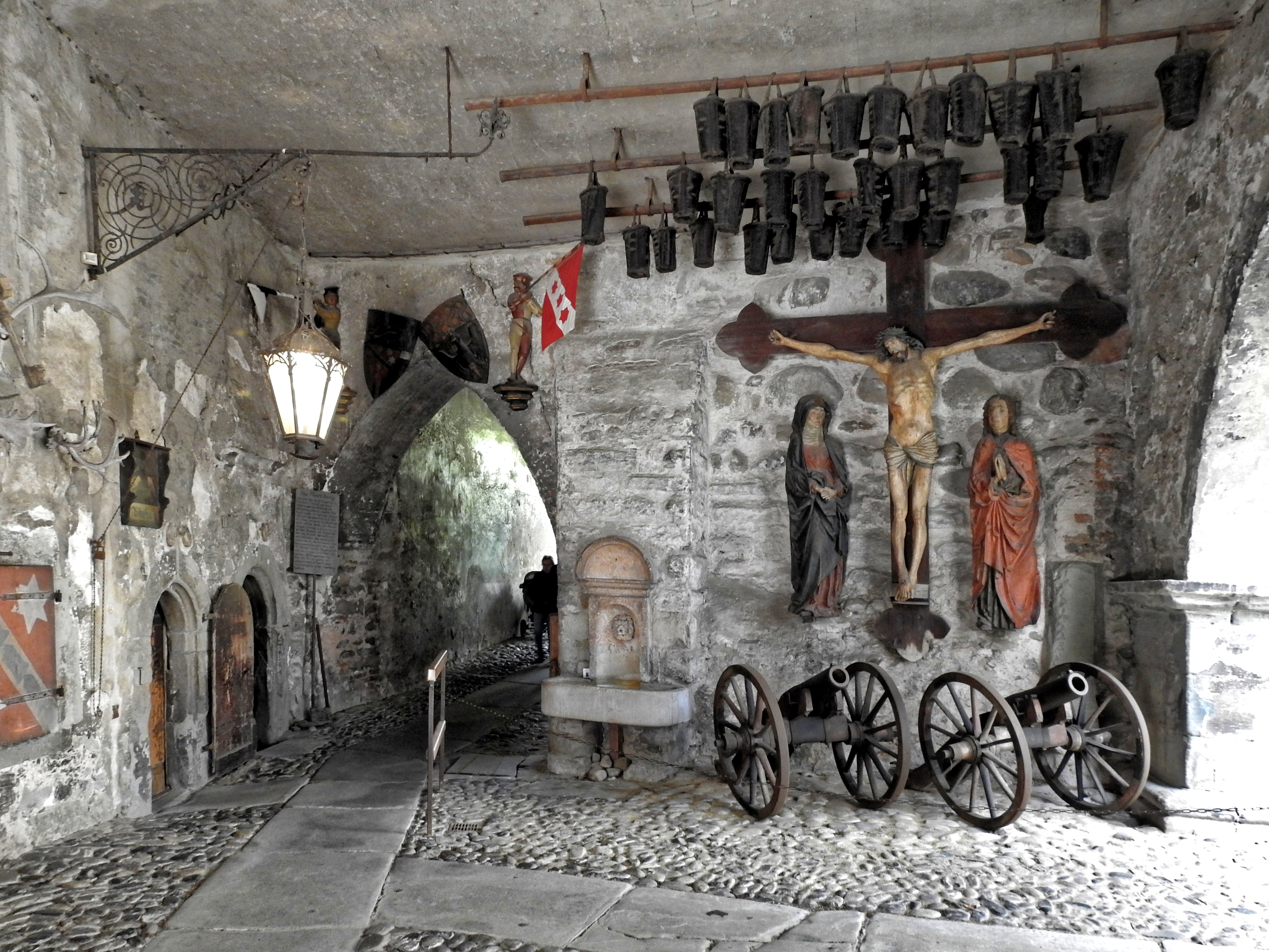
Der Torbau
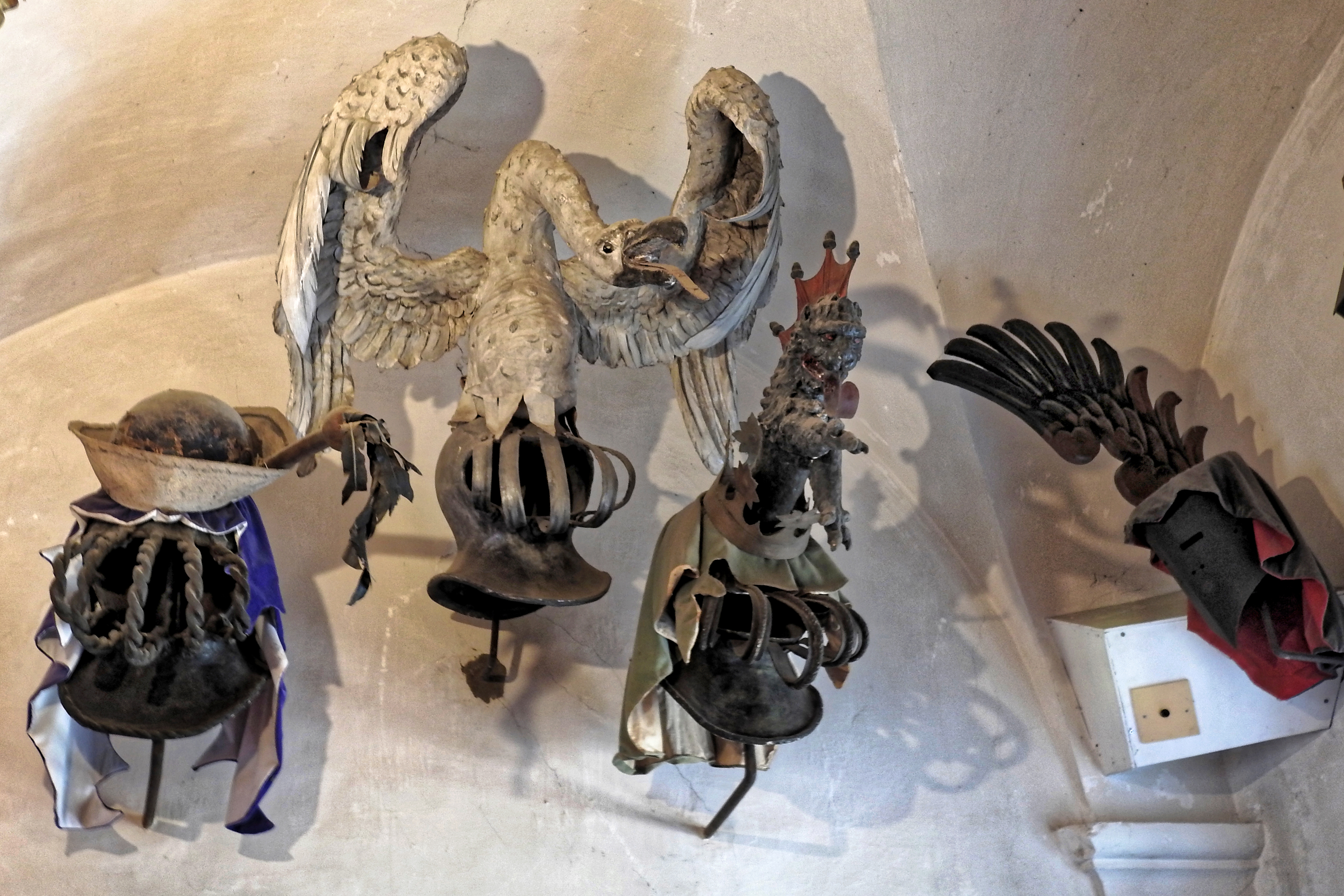
Turnierhelme
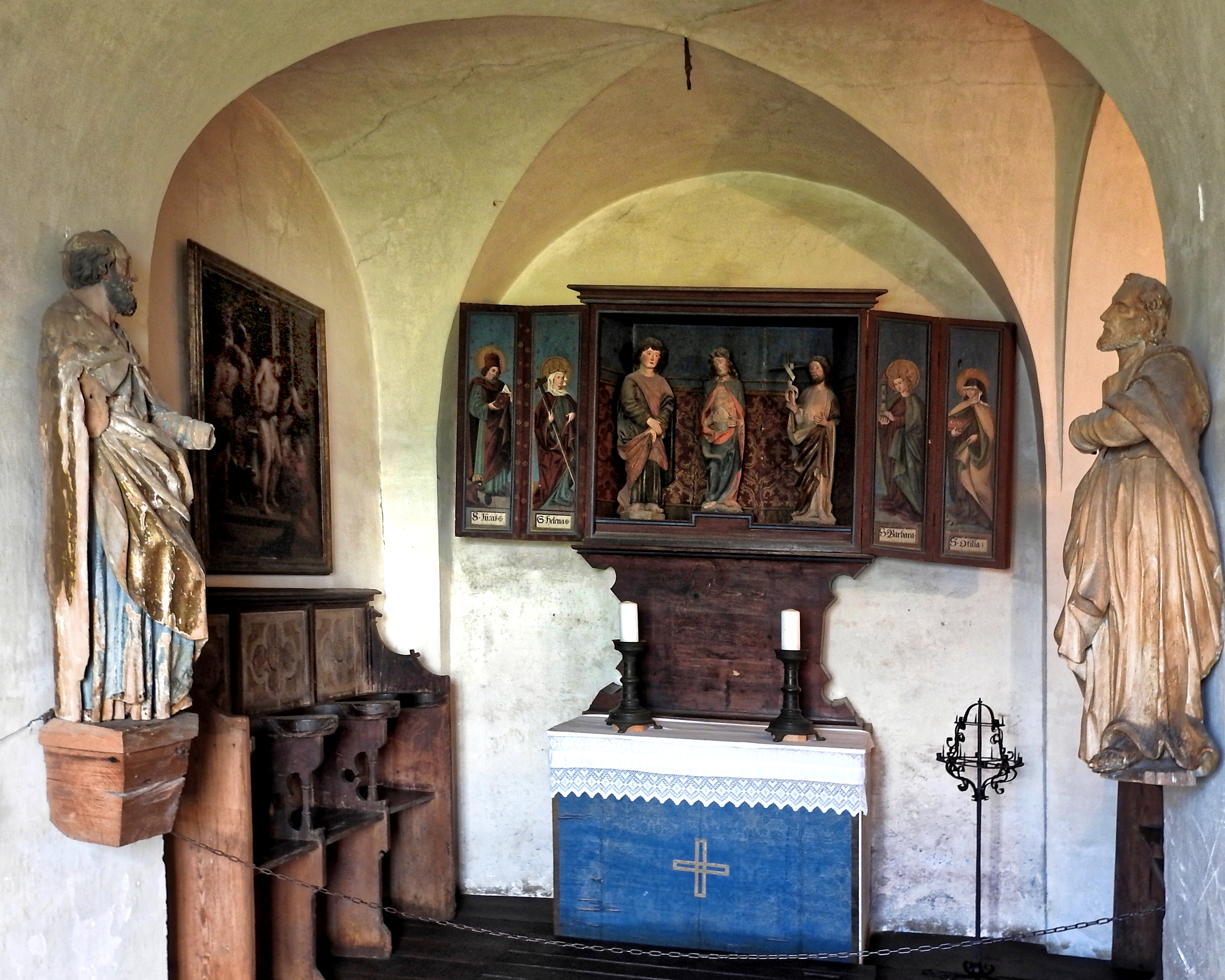
Die Kapelle
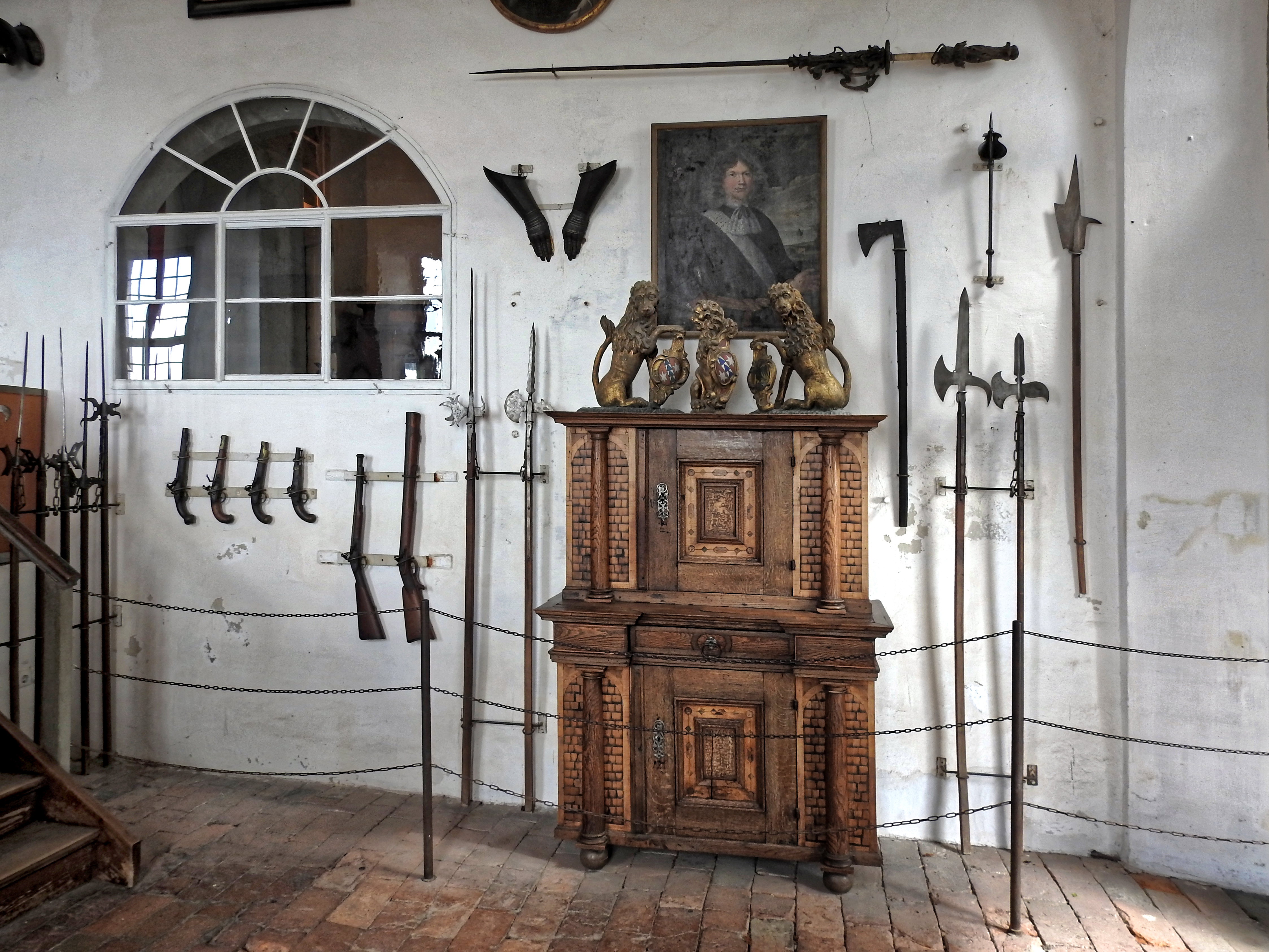
Die Waffenhalle
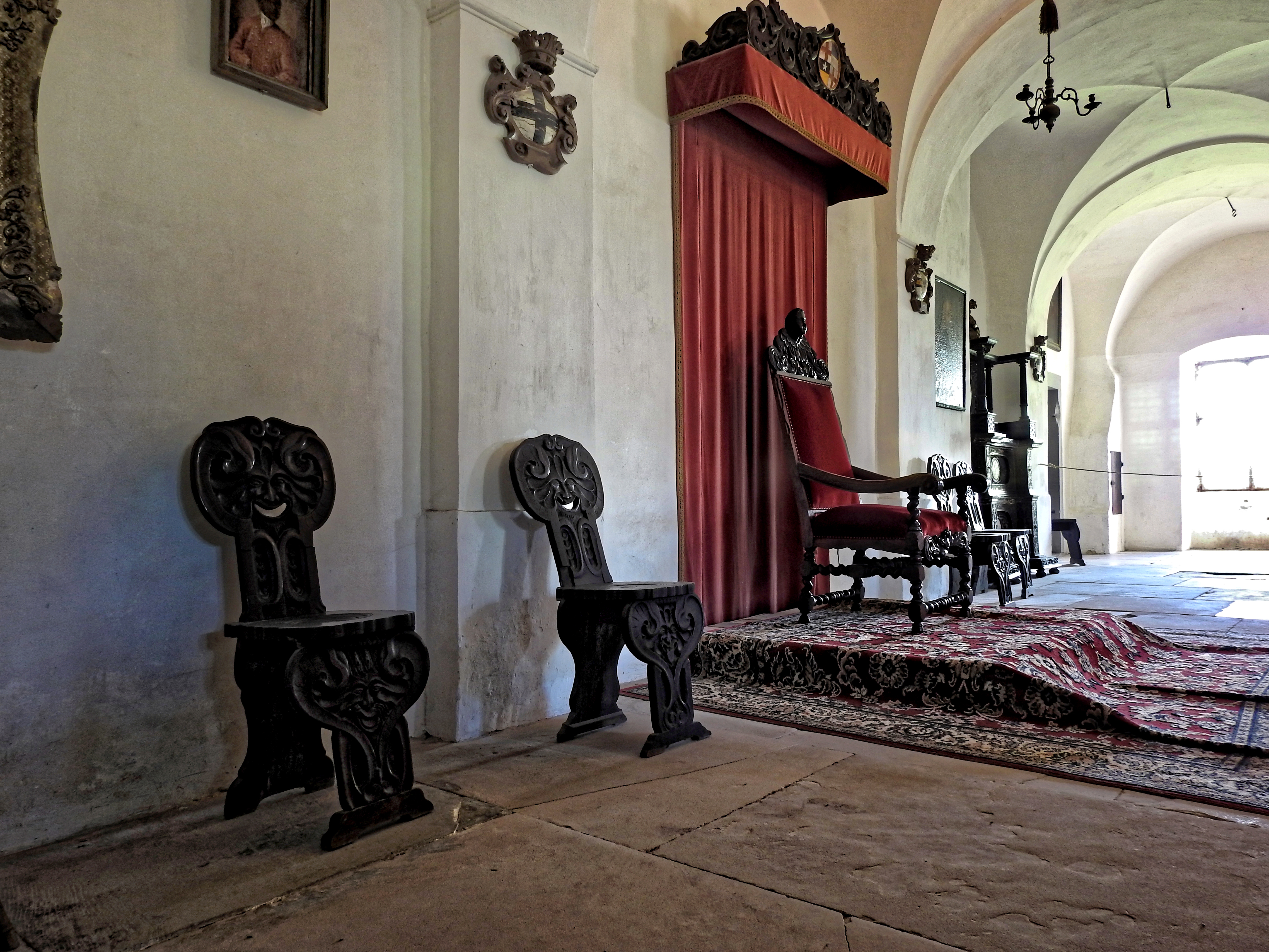
Fürstensaal

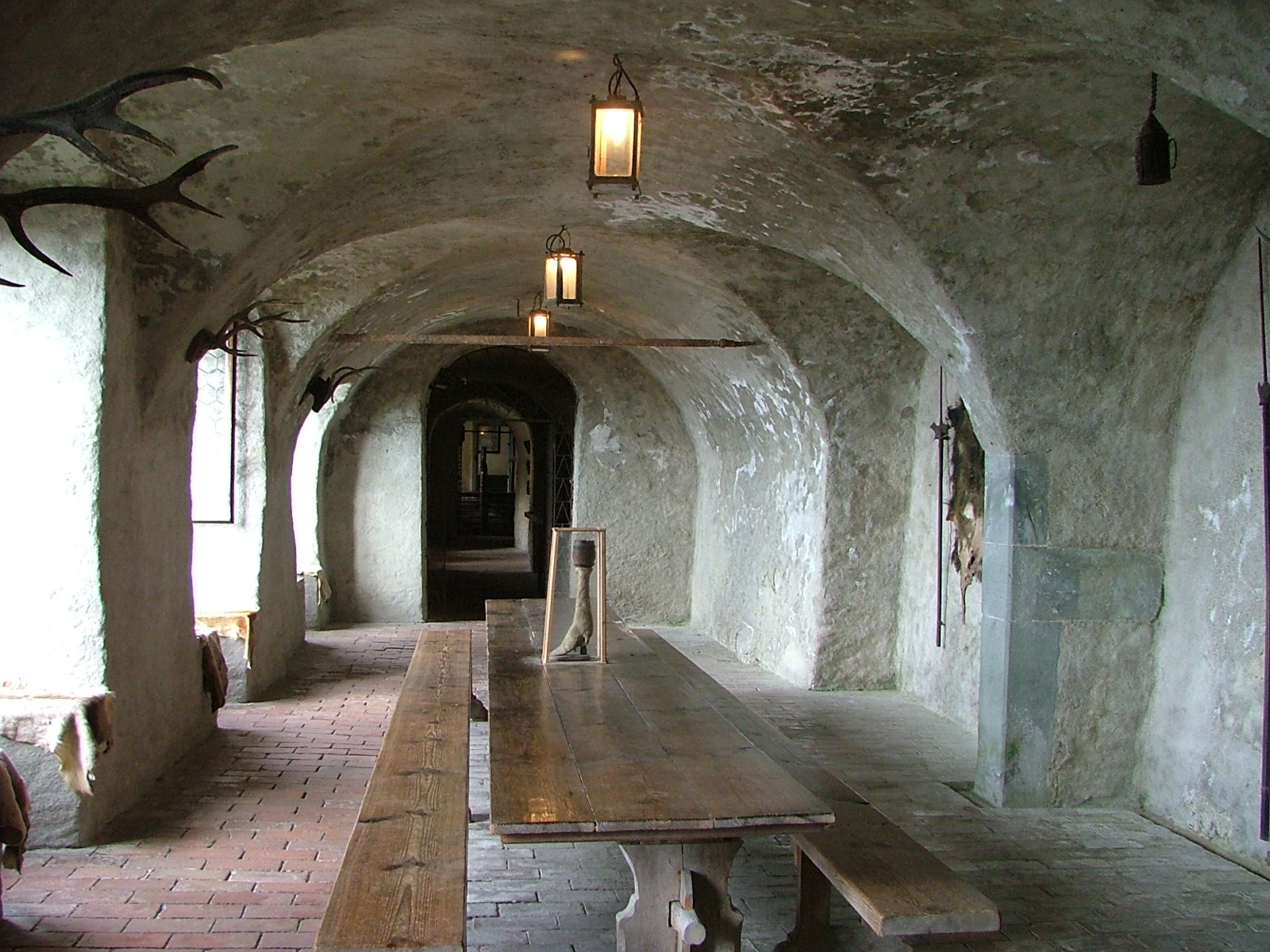
Burg Meersburg, Ritterhalle

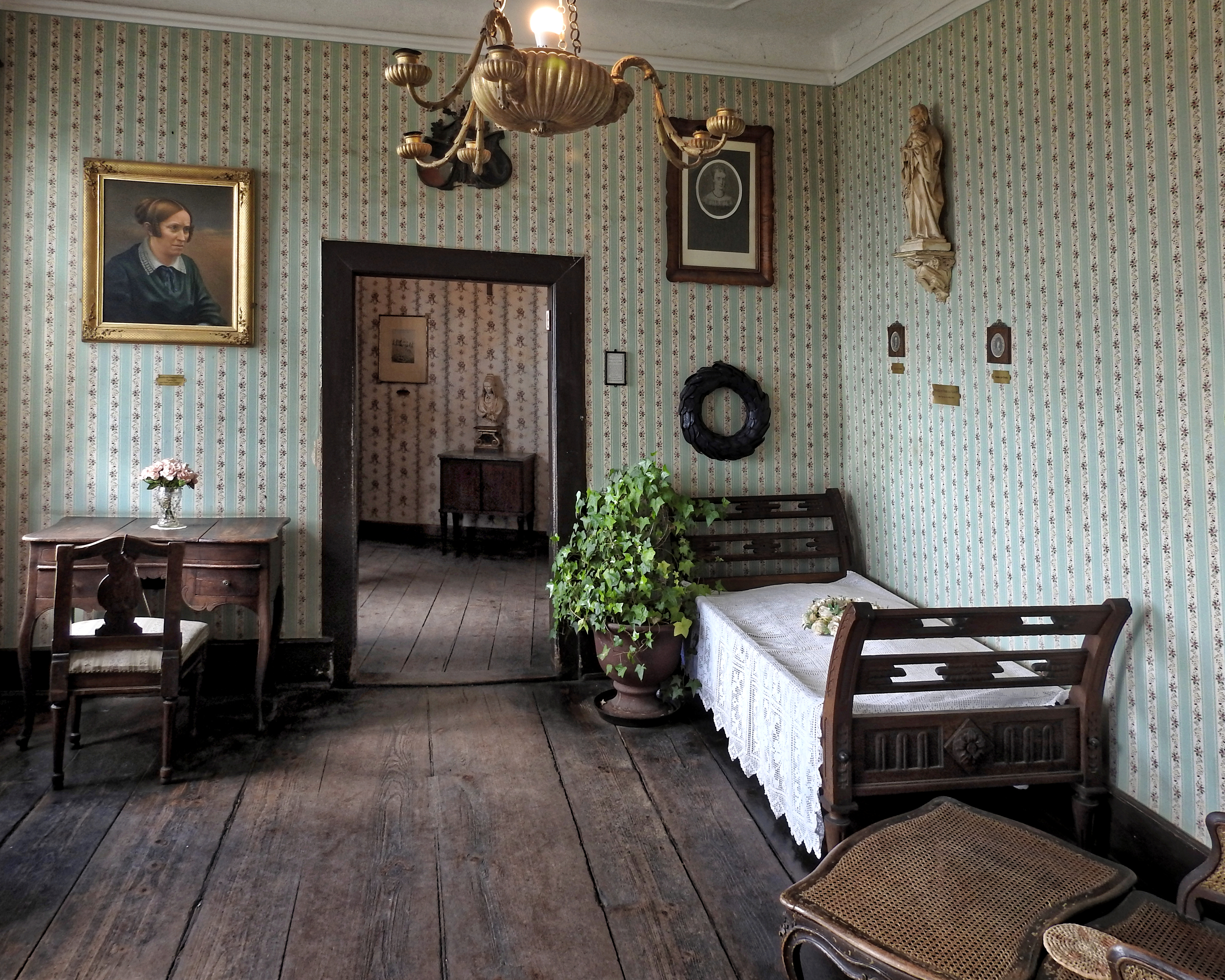
Annette von Droste-Hülshoffs Sterbezimmer in der Meersburg

Der Rundgang durch das Burgmuseum gibt Einblick in mehr als 30 eingerichtete Räume, darunter auch die alte Burgküche, die Dürnitz, den Palas, die Brunnenstube, die Waffenhalle, Wehrgänge, Rittersaal, Burgverlies, zwei Kapellen, Stall, Nordbastion und vieles mehr. Auch die Wohnräume und das Sterbezimmer der von Droste-Hülshoff sind in diesem Rundgang enthalten. Im Rahmen einer Führung ist zudem die Besteigung des „Dagobertsturmes“ mit Aussicht auf die Stadt, den See und die Alpen möglich. Im Turm ist eine Gefängnisstube aus dem 19. Jahrhundert sowie der Renaissancesaal mit Schatzkammer zu sehen. Im tiefsten Teil des Turmes gibt die Folterkammer Einblick in die Gerichtsbarkeit im Mittelalter.

## Renovierung
Anfang der 1990er Jahre wurde das Dach des Ostbaus zu 75 % neu eingedeckt.
2018 wurde der Grundputz an der Südseite der Burg erneuert: Er wurde durchlässig gehalten, damit die Feuchtigkeit aus der Mauer nach außen entweichen kann. Im Burggarten wurde eine Drainage eingebaut und die Zinnenmauer hergerichtet. 2019 wurden die Fenster der Südseite inklusive der Sandsteingewände renoviert und der Endputz angebracht.